# TV Magazine
TV Magazine est un hebdomadaire de presse de télévision français, édité par le groupe Le Figaro. Supplément de plus de cinquante titres de la presse quotidienne régionale, c'est le premier magazine télé en France. Le 15 octobre 2022, on apprend que le magazine s'arrêtera fin 2022. Le dernier numéro est publié le 31 décembre 2022, il est remplacé par Diverto dans la presse régionale.  
Un nouveau magazine nommé Le Figaro TV Magazine et diffusé conjointement par Le Parisien et Le Figaro prend la suite de TV Magazine.

## Historique
TV Magazine est un magazine hebdomadaire français appartenant à la catégorie de la presse de télévision (guide des programmes télévisés). Le premier numéro est paru le 16 janvier 1987. C'est un journal qui n'est pas vendu séparément, mais ajouté comme supplément à des quotidiens nationaux et régionaux français.
Depuis sa création, en 1987, il est le supplément de France-Soir. Il est aussi associé depuis 1987 au Figaro. En 1993 en restent les six chaînes hertziennes, TV Magazine s'épaissit avec l'arrivée des programmes des chaînes du câble et satellite. Depuis la saison 1993-1994, il appartient au groupe Le Figaro. Il est diffusé par 51 quotidiens en 2012.
En janvier 2009, TV Hebdo fusionne avec son homologue TV Magazine et prend le nom de ce dernier,. La diffusion est alors portée à 6,5 millions d'exemplaires[réf. nécessaire].
Le 15 octobre 2022, on apprend que le magazine va cesser sa parution fin 2022, en cause la rupture des contrats passés entre Le Figaro, propriétaire du magazine et les différents journaux régionaux qui assuraient sa distribution. La diffusion était alors de 3,7 millions d'exemplaires pour la période 2021-2022.
Un nouveau magazine nommé Diverto sera publié par la presse régionale à 3,5 millions d'exemplaires, tandis que Le Figaro et Le Parisien s'allient pour diffuser un nouveau magazine télé qui sera lui diffusé à 530 000 exemplaires,.
Le premier numéro du nouveau magazine est disponible le 6 janvier 2023, le nouveau magazine est une suite directe de l'ancien.

## Direction
- jusqu'en 2013 : Frédérick Cassegrain
- depuis 2013 : Jean-Luc Breysse et Bruno Desjeux[14]

## Contenu éditorial
L'essentiel du contenu repose sur les programmes télévisés et des informations se rapportant à l'univers de la télévision. Le magazine comporte également des rubriques pratiques : cuisine, horoscope, etc.

## Tirage et diffusion
| Années                 | 2002      | 2003      | 2004      | 2005      | 2006      | 2009      | 2010      | 2011      | 2012      | 2013      | 2014      | 2022      |
| ---------------------- | --------- | --------- | --------- | --------- | --------- | --------- | --------- | --------- | --------- | --------- | --------- | --------- |
| Tirage                 | 5 677 411 | 5 662 820 | 5 604 119 | 5 376 663 | 5 329 711 | 6 857 009 | 6 841 694 | 6 671 200 | 6 557 666 | 6 250 467 | 6 026 633 | 4 146 233 |
| Diffusion France payée | 4 813 515 | 4 821 705 | 4 717 340 | 4 590 042 | 4 535 331 | 5 873 304 | 5 854 629 | 5 758 498 | 5 689 324 | 5 425 132 | 5 152 308 | 3 757 356 |
| Diffusion totale       | 4 916 599 | 4 917 838 | 4 811 323 | 4 684 492 | 4 629 480 | 5 996 295 | 5 975 459 | 5 875 037 | 5 801 762 | 5 531 555 | 5 256 647 | 3 809 593 |